# Saint-Mards
Saint-Mards là một xã thuộc tỉnh Seine-Maritime trong vùng Normandie miền bắc nước Pháp.

## Dân số
| 1962                                            | 1968 | 1975 | 1982 | 1990 | 1999 | 2006 |
| ----------------------------------------------- | ---- | ---- | ---- | ---- | ---- | ---- |
| 141                                             | 174  | 154  | 167  | 201  | 194  | 175  |
| Starting in 1962: Population without duplicates |      |      |      |      |      |      |